# Henry Newbolt
Sir Henry John Newbolt (* 6. Juni 1862 in Bilston, damals in Staffordshire; † 19. April 1938 in Kensington (London)) war ein britischer Dichter, Schriftsteller und Historiker. Außerdem war er Berater der britischen Regierung in Erziehungsfragen und irischen Fragen. Bekannt wurde er durch einige patriotische Gedichte in England.

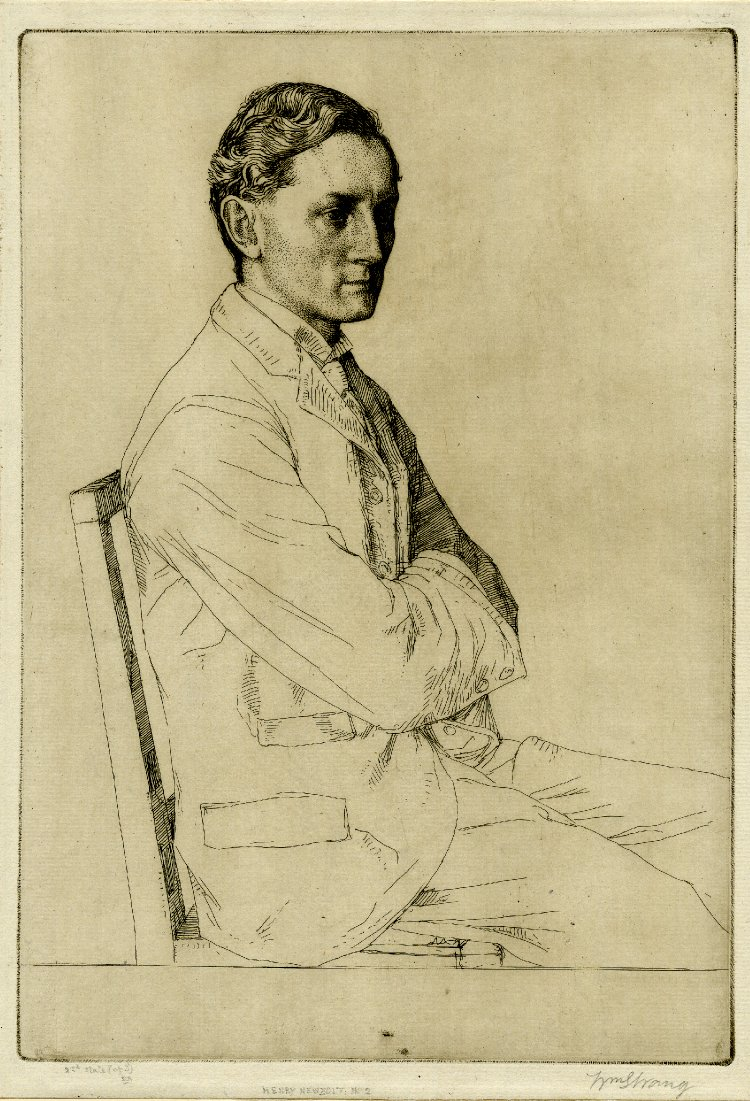
Newbolt 1898, von William Strang

## Leben
Newbolt besuchte das Clifton College in Bristol und studierte an der Universität Oxford (Corpus Christi College). Er praktizierte von 1887 bis 1899 als Anwalt. 1892 veröffentlichte er seinen Roman Taken from the Enemy und 1895 ein Drama Mordred. Bekannt wurde er aber durch Balladen, zuerst Admirals All 1897, mit seinem in England bekanntesten Gedicht Vitai Lampada von 1892. Der Titel ist ein Zitat nach Lukrez (De rerum natura II) und bedeutet Fackel des Lebens und der Tenor der Ballade ist das Erlernen soldatischer Tugenden auf englischen Colleges (Newbolt´s Clifton College nachempfunden). Der Soldat wird von seinem Vorgesetzten in den Wirren einer Schlacht (Anspielung auf die Schlacht von Abu Klea 1885 im Sudan) mit den gleichen Worten angefeuert (Play up, Play up and play the game) wie seinerzeit beim College-Cricket. Das Gedicht war seinerzeit sehr populär in England und auch noch zu Beginn des Ersten Weltkriegs. Im Laufe des Krieges diente es dann eher als Quelle der Satire. Es war in den 1920er Jahren noch in Kanada populär, während sich Newbolt selbst davon distanzierte. Als er auf einer Vortragsreise 1923 dorthin ständig aufgefordert wurde, es zu rezitieren, sprach er davon als von einem Frankenstein Monster, das er erschaffen habe.
Eindruck machte er auf seine englischen Zeitgenossen auch mit einem weiteren Gedicht, Drake’s Drum (1897, ebenfalls in Admirals All), in der er die Legende aussponn, eine alte Trommel von Francis Drake (im Familiensitz in Buckland Abbey) würde geschlagen falls England wie seinerzeit bei der Bedrohung durch die spanische Armada in Bedrängnis wäre. Im selben Gedichtband waren auch The Fighting Temeraire (zum Gemälde von J. M. W. Turner), ein Gedicht über Peter Parker, Kapitän der Menelaus (St. Stefano), und über die Zerstörung Karthagos (Vae Victis), das Titelgedicht über englische Admiräle und Seehelden, über den Tod von George W. Hayward (He fell among thieves), die Gordon Highlanders, Admiral Hawke, John Nicholson, das Dictionary of National Biography und die Belagerung der britischen Gesandtschaft im Zweiten Anglo-Afghanischen Krieg (The Guides of Cabul 1879).
Bekannt wurden auch seine Songs of the Sea (1904) und Songs of the Fleet (1910), die als Liederzyklen von Charles Villiers Stanford vertont wurden.
1914 veröffentlichte er den Fantasy-Roman Aladore.

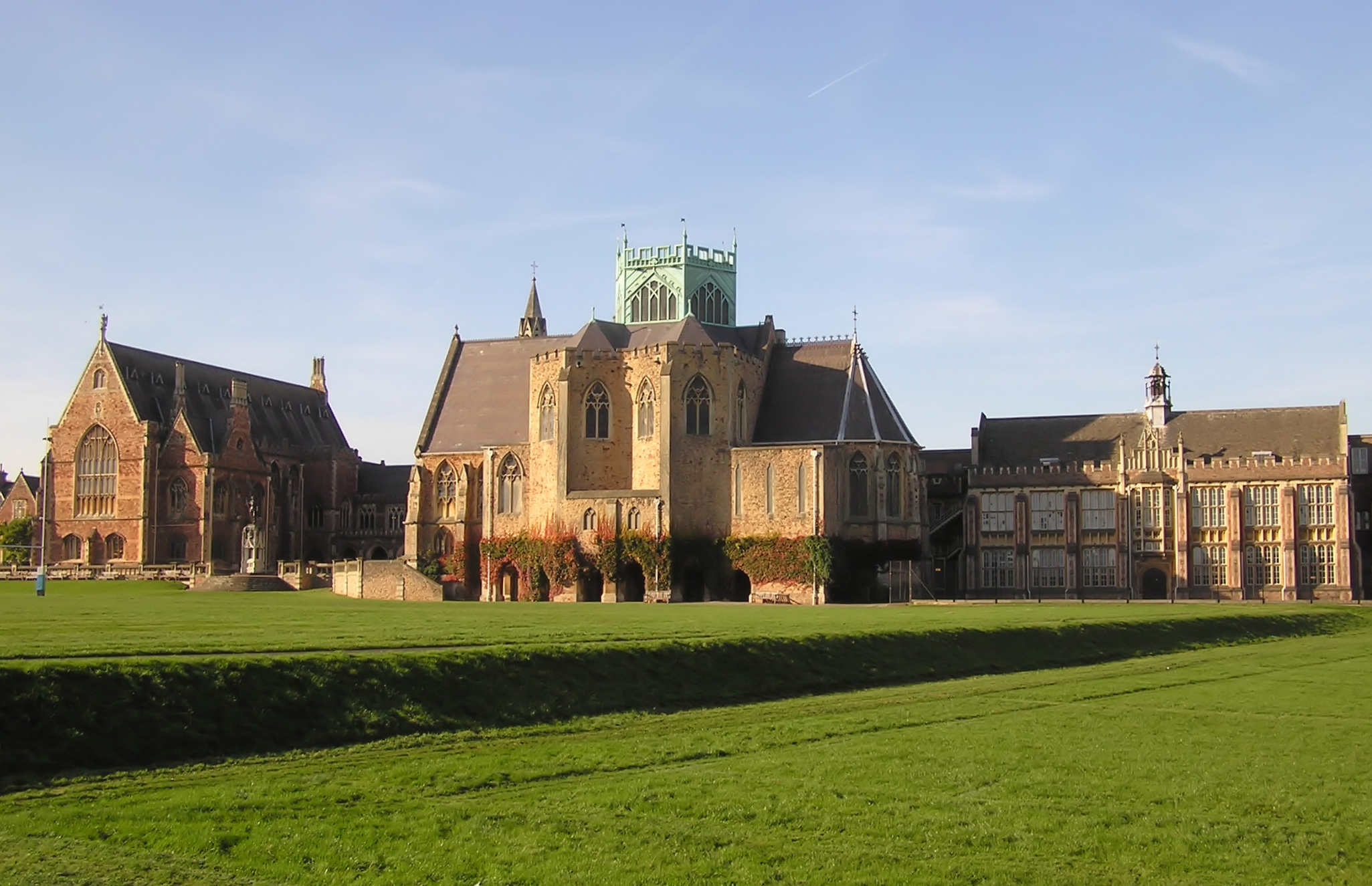
Clifton College

Im Ersten Weltkrieg diente Newbolt wie andere britische Schriftsteller in der Propagandaabteilung (War Propaganda Bureau unter Charles Masterman) und war dann für den Bereich Film zuständig (Controller of Telecommunications beim britischen Außenministerium). Am 14. Oktober 1916 wurde sein Gedicht The War Films auf dem Titel der Times veröffentlicht, eine Reaktion auf den das englische Publikum schockierenden Film Die Schlacht an der Somme, in dem die hohen britischen Verluste an der Somme in authentischen Aufnahmen gezeigt wurden. Er war mit Douglas Haig befreundet.
Newbolt war mit der Verlegertochter Margaret Edina Duckworth verheiratet und hatte einen Sohn und eine Tochter. Das Ehepaar führte eine „Ehe zu Dritt“ mit der Jugendfreundin seiner Frau Ella Coltman, der Newbolt auch ein Gedichte widmete.
Einflussreich war sein Regierungsbericht von 1921 über die Reform des Englisch-Unterrichts. Er beriet auch das Kabinett von H. H. Asquith in Irland-Fragen. Als Historiker vollendete er die bei dessen Tod unvollendete offizielle Geschichte der Royal Navy im Ersten Weltkrieg von Julian Corbett.
1915 wurde er als Knight Bachelor geadelt und 1922 als Companion of Honour (CH) ausgezeichnet.

## Schriften
Gedichtbände:
- Admirals All, London: E. Mathews 1897, New York, John Lane 1898
- The Island Race, London: E. Mathews 1898, New York: John Lane 1899
- The Sailing of the Long-ships, New York: Appleton 1902, Archive
- Songs of the Sea 1904
- Clifton Chapel and other poems, J. Murray 1908
- Songs of Memory and Hope, London, J. Murray 1909
- Songs of the Fleet 1910
- Collected Poems 1897-1910, London, New York, T. Nelson and Sons 1910, Project Gutenberg
- Poems New and Old, London, J. Murray 1912, Project Gutenberg
- St. George’s day, and other poems, London, J. Murray 1918
- Drake's drum, and other songs of the sea,
- mit Walter de la Mare, Ralph Furse: A perpetual memory, and other poems, London, J. Murray 1939

Sonst:
- A fair death, London 1888
- The book of the thin red line, London: Longmans, Green 1915 (Jugendbuch)
- The book of the happy warrior, London, Longmans Green 1917 (Jugendbuch)
- Mordred, a tragedy, London: T. F. Unwin 1895
- Tales of the Great War, Longmans, Green 1916 (Jugendbuch)
- The war and the nations, London: Richard Clay and Sons 1915
- The Linnet´s nest, London: Faber and Gwyer 1927
- The Book of the Long Trail, Longmans, Green 1919
- The book of good hunting, Longmans, Green 1920
- A child is born, Faber and Faber 1931
- The New June, London: Blackwood, New York: E. P. Dutton 1909
- The book of the blue sea, London: Longmans Green 125
- The Twymans : a tale of youth, Blackwood 1911
- The book of the Grenvilles, Longmans, Green 1921

Romane:
- Taken from the enemy, London: Chatto and Windus 1892
- Aladore, Edinburgh, London, Blackwood and Sons 1914
- The Old Country. A Romance, London, Smith, Elder and Company 1906, New York, Dutton 1907

Sachbücher:
- A new study of English poetry, London: Constable 1917
- Poetry and Time, Oxford UP 1919
- The teaching of English in England, being the Report of the Departmental committee appointed by the president of the Board of education to inquire into the position of English in the educational system of England, London, HMSO 1921
- The year of Trafalgar being an account of the battle and of the events which led up to it, with a collection of the poems and ballads written thereupon between 1805 and 1905, London, J. Murray 1905
- Sea-life in English literature from the fourteenth to the nineteenth century, T. Nelson and Sons 1925
- The idea of an English Association, Oxford UP 1928
- Peacock, Scott and Robin Hood, London 1924
- The tide of time in english poetry, London, T. Nelson and Sons 1925
- Essays and Essayists, London, Edinburgh, T. Nelson and Sons 1925
- Submarine and anti-Submarine, London: Longmans, Green 1918
- A note on the history of submarine war, New York: George H. Doran 1917
- mit Julian Corbett: Naval Operations. The Naval History of the Great War: Based on Official Documents, Band 4,5, 1923
- The Story of the Oxfordshire & Buckinghamshire Light Infantry (The Old 43rd & 52nd Regiments), New York, Scribners 1915
- My world as in my time : memoirs of Sir Henry Newbolt, 1862-1932, London: Faber and Faber, 1932 (Autobiographie)

Er veröffentlichte auch Anthologien von Gedichten und Prosa, zum Beispiel New paths on Helicon (London, New York, T. Nelson and sons 1927).